# 1. Klasse Halle-Merseburg 1940/41

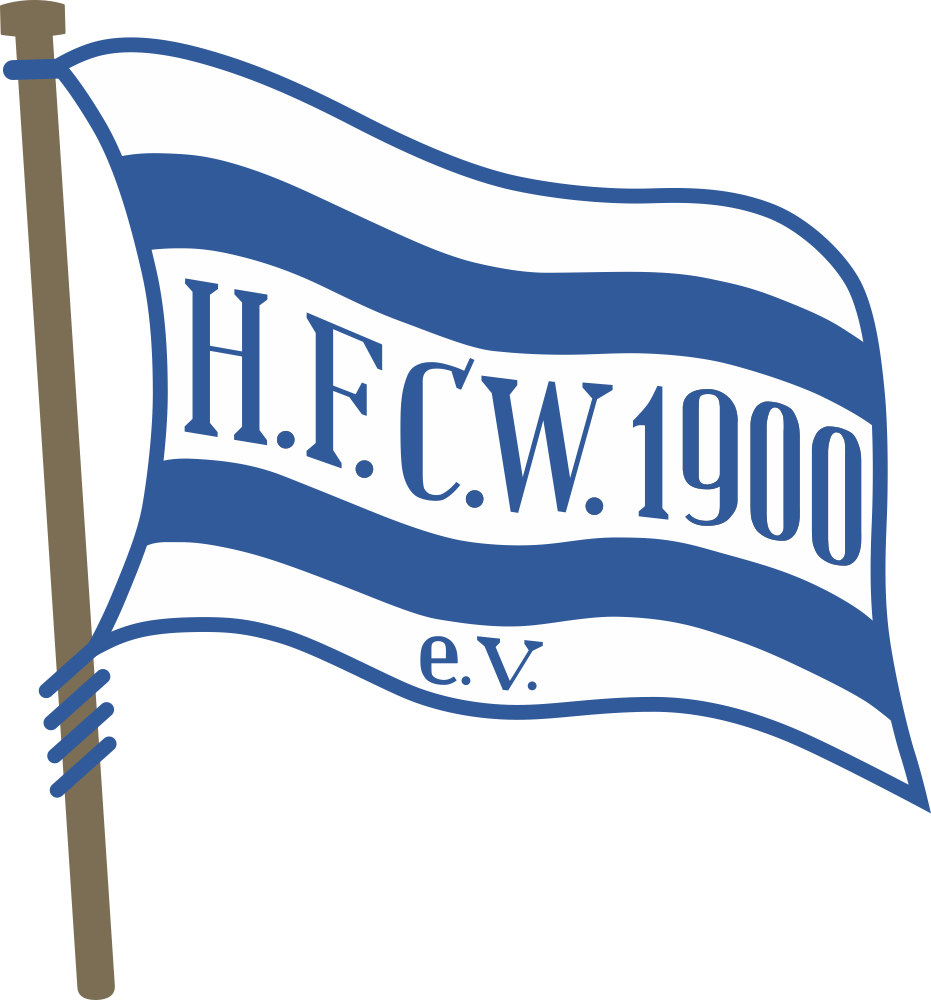
FC Wacker Halle 1900 Nach drei Jahren: Rückkehr in die Elite-Liga

Die 1. Klasse Halle-Merseburg 1940/41 war die achte Spielzeit der seit 1933 als Unterbau zur Gauliga Mitte (Gau VI) fungierenden zweitklassigen Bezirksklasse Halle-Merseburg. Meister der ersten Kriegsmeisterschaft des Bezirks, wurde nach zwei vergeblichen Anläufen, der ruhmreiche  FC Wacker Halle 1900. Am Ende betrug der Vorsprung auf den sich äußerst überzeugend präsentierenden Aufsteiger aus Mockrehna, respektable 7 Pluspunkte. Die FV-Sportfreunde aus Halle, komplettierten das führende Tabellen-Triumvirat.
Das Spieljahr 1940/41 wurde mit zehn teilnehmenden Vereinen ausgetragen, weil es in der Vorsaison zwei Absteiger der Region aus der Gauliga gab – und die Staffel somit wieder um einen Mitstreiter erhöht werden konnte. Das solide Tabellen-Mittelfeld bildeten etablierte Vereine. Der zweite Aufsteiger, die Preußen 01 aus Merseburg, landeten auf einem guten siebenten Rang und entgingen schon frühzeitig dem Kampf um den Klassenerhalt.
Dieser war bis zuletzt hart umkämpft, da nicht feststand ob der Titelträger sich später seinerseits 
im Relegations-Wettstreit um den Gauliga-Aufstieg durchsetzen würde. Da sich der FC Wacker 1900 dann den Platz im Oberhaus sicherte, entging der angesehene SV Merseburg 99, letztjährig sogar aus der Elite-Klasse abgestiegen, eher glücklich dem Doppelabstieg in die Kreisklasse, die nun: 2. Klasse Halle-Merseburg hieß. Somit musste nur der  "Tuspo" Leuna 1919 die Liga nach zwei relativ erfolgreichen Bezirksklassen-Jahren wieder verlassen. Zwei Vereinen, welche die Klasse nach unten und oben verließen, standen auch wiederum zwei neue Vereine als Aufsteiger gegenüber. In der üblichen, sich an die reguläre Saison anschließenden Relegations-Runde der Kreismeister, setzten sich der (Luftwaffen-Sport-Militärverein) LSV Nordhausen sowie der  SV Union Sandersdorf gegen ihre Kontrahenten souverän durch und vervollständigten das Starter-Feld für die dritte Kriegsmeisterschafts-Spielzeit 1941/42.

## Abschlusstabelle
Tabellen, Zahlen und Resultate sind aus den im Unterpunkt Quellen notierten Zeitungen entnommen.
Ermittelte Spiele: 89 von 90__/__Ermittelte Tore: 431

[ 8. Spielzeit,  (1.Kriegsmeisterschaft) – Saison-Beginn:  01.09.1940 ]
| Pl. | Verein                      | Sp.    | Tore  | Quote | Punkte |
| --- | --------------------------- | ------ | ----- | ----- | ------ |
| 01. | Hallescher FC Wacker        | 18     | 82:16 | 5,12  | 33:30  |
| 02. | SG Mockrehna (N)            | a 17 a | 42:28 | 1,50  | 24:10  |
| 03. | FV Sportfreunde Halle (A)   | 18     | 54:38 | 1,42  | 22:14  |
| 04. | SV Borussia 02 Halle        | 18     | 46:31 | 1,48  | 21:15  |
| 05. | VfL 1911 Bitterfeld         | 18     | 41:43 | 0,95  | 20:16  |
| 06. | VfL 1912 Merseburg          | 18     | 30:51 | 0,58  | 17:19  |
| 07. | FC Preußen 01 Merseburg (N) | 18     | 36:42 | 0,85  | 15:21  |
| 08. | SV Halle 98                 | a 17 a | 33:47 | 0,70  | 13:21  |
| 09. | SV Merseburg 99 (A)         | 18     | 38:58 | 0,65  | 13:23  |
| 10. | TSV Leuna 1919              | 18     | 29:77 | 0,37  | 05:31  |

 Nach-Recherche: 
| (A) | Absteiger aus der Gauliga Mitte    |
| (N) | Aufsteiger aus den 1. Kreisklassen |

(bei Punktgleichheit entschied in allen Klassen und Runden jeweils der Tor-Quotient über die Tabellen-Platzierung)

## Aufstiegsrunde
In der Aufstiegsrunde spielten vier von fünf Gewinnern der einzelnen 2. Kreisklassen um die beiden Aufstiegsplätze zur Bezirksklasse Halle-Merseburg 1941/42 
[Der Meister des Elbe-Elster-Kreises, nahm nicht an der Aufstiegsrunde teil.]
Ermittelte Spiele: 8 von 12__/__Ermittelte Tore: 59__/__Ausspielung: [ 29.06. – 10.08.1941 ? ]
| Pl. | Verein                                                   | Sp. | Tore  | Quote | Punkte |
| --- | -------------------------------------------------------- | --- | ----- | ----- | ------ |
| 1.  | LSV Nordhausen (Sieger 2. Klasse Kyffhäuser)             | 4   | 30:80 | 3,75  | 6:2    |
| 2.  | SV Union Sandersdorf (Sieger 2. Klasse Kursachsen)       | 4   | 13:12 | 1,08  | 6:2    |
| 3.  | FV Schwarz-Gelb Weißenfels (Sieger 2. Klasse Rudelsburg) | 4   | 09:20 | 0,45  | 2:6    |
| 4.  | TSG Bad Dürrenberg (Sieger 2. Klasse Jahn)               | 4   | 07:19 | 0,37  | 2:6    |

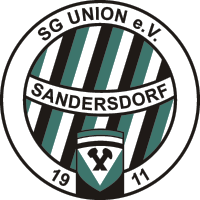
SV Union Sandersdorf Erstmaliger Aufstieg in die zweithöchste Spielklasse

Nach-Recherche: [Es konnten bisher nur 8 von 12 Spiel-Resultaten ermittelt werden. Beide Aufsteiger sind aber in dieser oben eingestellten Reihenfolge bekannt.]